# Félix-Antoine Blau
Pour les articles homonymes, voir Blau.
Félix-Antoine Blau, ou Felix Anton Blau ou Blaue, né à Walldürn le 15 février 1754, mort à Mayence le 23 décembre 1798, est un théologien, prêtre catholique, un révolutionnaire et un homme politique allemand.

## Biographie
En 1782 il est professeur de philosophie, puis en 1784, professeur de  théologie dogmatique à Mayence. Par intermittence il a été subrégent du séminaire de diocèse de Mayence. Blau est membre des illuminés de Mayence, et à partir du 7 novembre 1792 il est membre de la société des Amis de Liberté et de l'Égalité.
Après la prise de Mayence le 21 octobre 1792, il reçut sur recommandation de son vieil ami Anton-Joseph Dorsch, qui avait émigré en France l’année précédente, un emploi dans l'administration, provisoire des diocèses de Mayence, de Worms et de Spire. Début 1793, il participe activement à la fondation de la république de Mayence, la première république construite d'après les principes démocratiques sur le sol allemand, dans une région couvrant la rive gauche du Rhin entre Landau et Bionville. Blau devient député à la Convention nationale rhénane-allemande. Il est arrêté en 1793 par les troupes prussiennes près de Guntersblum lors d'un voyage de Mayence à Landau, et incarcéré dans la forteresse de Königstein.
Blau est auteur d'un des ouvrages les plus forts qui aient jamais été écrits contre l'Église romaine. Après le traité de Bâle il fut nommé juge au tribunal criminel de Mont-Tonnerre à Mayence.
Le pneumonie l’emporte en 1798. Il est enterré dans la cour de l'ancien séminaire de Mayence antérieurement collège des Jésuites à Mayence.

## Publications
- De regula fidei catholicae, 1780
- Beiträge zur Verbesserung des äußeren Gottesdienstes in der Catholischen Kirche, anonym avec Anton-Joseph Dorsch publie en 1789
- Kritische Geschichte der kirchlichen Unfehlbarkeit zur Beförderung einer freien Prüfung des Katholicismus, d'Histoire critique de l'infaillibilité ecclésiastique, Francfort, 1791 (anonym)
- Theses selectae de sacramentis, Mémoire sur le perfectionnement extérieure du culte catholique, 1791
- Programma de vera notione libertatis humanae. Moguntiae. Crass. 1784. 102 S.
- Über die moralische Bildung des Menschen, Sur le développement moral de l'homme, 1795
- Kritik der seit der Revolution in Frankreich gemachten Religionsverordnungen, Critique des ordonnances relatives à la religion, rendues en France depuis la Révolution, fondée sur les principes du droit politique et ecclésiastique, Straßburg, 1797

## Sources
- Michel Pierre Joseph Picot, Mémoires pour servir à l'histoire ecclésiastique, pendant le dix-huitième siècle, Adrien Le Clère, Paris, 2e édition, t. 4, 1816, p. 577
- Louis-Gabriel Michaud, Biographie universelle ancienne et moderne, tôme 4, 1811, p.575
- Anne Cottebrune, Mythe et réalité du "jacobinisme allemand". Atelier National de Reproduction des Thèses, Lille 2005,  (ISBN 9782284048848)

- (de) Cet article est partiellement ou en totalité issu de l’article de Wikipédia en allemand intitulé « Felix Anton Blau » (voir la liste des auteurs).